# عين الديوك التحتا
عين الديوك التحتا  أو الديوك هي قرية فلسطينية من قرى محافظة أريحا شمال شرق الضفة الغربية، تقع على بعد كيلومترين غرب مدينة أريحا. وفقًا للجهاز المركزي للإحصاء الفلسطيني، بلغ عدد سكان القرية حوالي 967 نسمة في منتصف عام 2006. شكل اللاجئون الفلسطينيون حوالي 14.6% من سكان القرية عام 1997. يتم الحصول على الرعاية الصحية الأولية من مدينة أريحا.